# Woodcut map of London

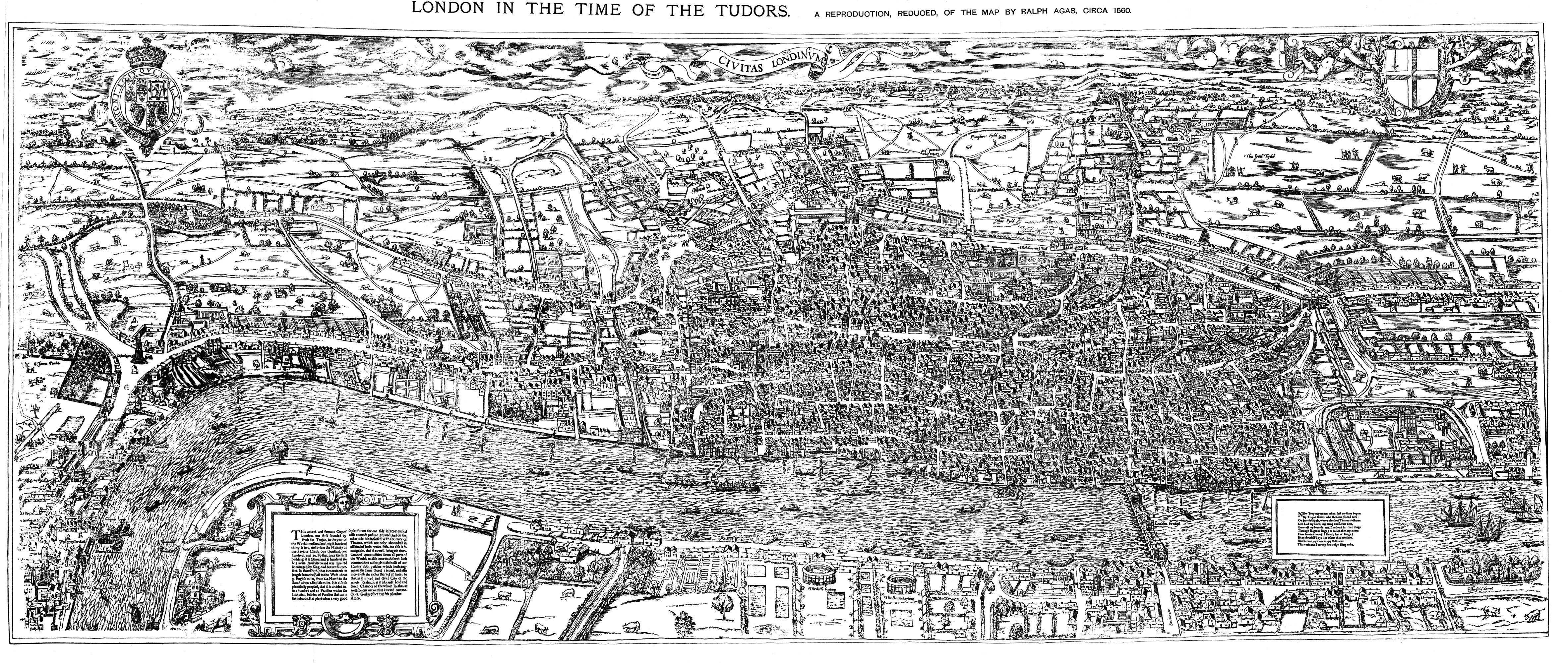
The Woodcut map of London, da una riproduzione del 1874

La "Woodcut" map of London, un tempo chiamata Civitas Londinium, e spesso indicata come "Agas" map of London, è una delle prime mappe di Londra (in opposizione a vedute panoramiche, come quelle di Anton van den Wyngaerde) della City of London e dei suoi dintorni. La mappa originale era probabilmente datata ai primi anni 1560, ma sopravvive solo in copie più tarde e leggermente modificate. Venne stampata in xilografia su fogli, da otto matrici di legno, e nelle copie pervenute misura 65 cm. in altezza e 120 in larghezza. Probabilmente, in origine, era più grande.
La mappa tratta da stampo in legno inciso (woodcut) è in scala più piccola e leggermente modificata rispetto alla cosiddetta "Copperplate", realizzata tra il 1553 e il 1559, che, tuttavia, sopravvive solo in parte. Ha anche una stretta relazione con la mappa di Londra inclusa nel Civitates Orbis Terrarum di Georg Braun e Frans Hogenberg, pubblicata a Colonia e Amsterdam nel 1572, anche se questa è su scala molto ridotta.
La Woodcut map viene tradizionalmente attribuita al cartografo Ralph Agas, ma la questione è molto dibattuta.

## Stampe
Tre stampe della Woodcut map sono giunte ai giorni nostri, dalla loro impressione avvenuta intorno al 1633. Sono custodite ai London Metropolitan Archives, alla Pepys Library del Magdalene College di Cambridge e al The National Archives di Kew.

## Data di creazione

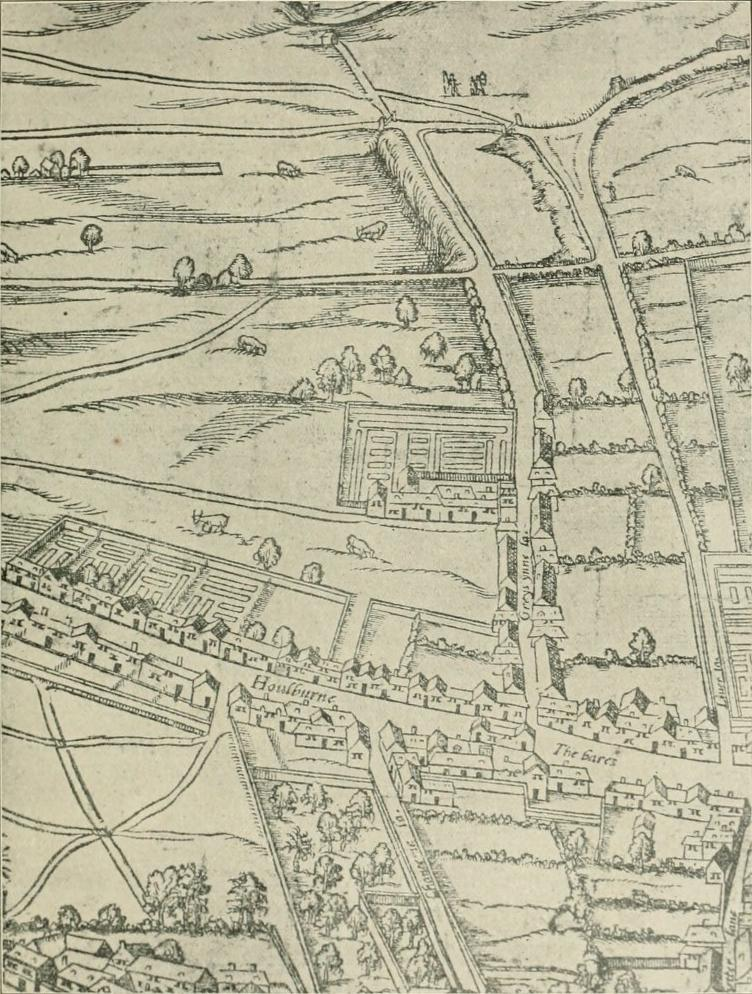
Dettaglio che mostra il Gray's Inn

Le tre copie più antiche della mappa sono datate, come contenuto in un'iscrizione, a circa il 1633. Tuttavia, è evidente che la mappa è una modifica di una precedente. Lo stemma dell'Inghilterra, nell'angolo superiore sinistro, è quello degli Stuart (1603–49), ma è certamente un inserimento, quasi certamente in sostituzione di quello dei Tudor, che appare (in scala molto più ridotta) sull'imbarcazione reale, dipinta sul Tamigi. Allo stesso modo, sulla mappa si trova il Royal Exchange (costruito tra 1566–70 e aperto nel 1571), ma si tratta chiaramente di un inserimento successivo. La mappa è oggi considerata una copia molto vicina alla Copperplate map of London, realizzata tra il 1553 e il 1559, ma c'è una differenza tra le due mappe. L'antica cattedrale di San Paolo della versione Woodcut è senza guglie che andarono perse in un incendio del 1561, e pertanto la mappa non può essere precedente. Essa è pertanto datata, con un ragionevole grado di probabilità, agli anni 1560. Una fonte dello Stationers' Register del 1562–3 relativa ad una "Carde of London" è probabile possa riferirsi a essa.
La mappa è stata anche leggermente modificata da quella Copperplate con l'introduzione di un maggior grado di prospettiva: ciò è particolarmente evidente nelle aree settentrionali e occidentali (al di là di Bishopsgate verso Shoreditch e nell'area di Westminster e Whitehall). Si tratta quindi più di una vista dall'alto della città, da un punto immaginario al di sopra della riva sud del Tamigi, che "una vista a volo d'uccello" proiezione della mappa Copperplate. Stephen Marks Powys suggerisce che questo aggiustamento "può essere un'indicazione che era indirizzata ad un pubblico meno sofisticato di quello che avrebbe acquistato l'incisione in rame".

### Attribuzione ad Agas
La Woodcut map è stata tradizionalmente attribuita al cartografo Ralph Agas (c.1540–1621). Questa attribuzione era basata su un'affermazione di Agas del 1588 nella quale diceva di aver studiato la città di Londra nei dieci anni precedenti. Sulla base di questa affermazione, l'incisione di una copia del XVII secolo della mappa è stata associata ad Agas e l'attribuzione venne confermata dall'antiquario George Vertue nel 1737–8. In effetti, la data probabile della mappa su legno e la sua relazione con la mappa su rame rendono estremamente improbabile che Agas (che aveva iniziato a praticare come geometra intorno al 1566) abbia potuto avere una parte nella sua creazione, e l'attribuzione è oggi considerata altamente discutibile. Tuttavia, la mappa viene ancora spesso indicata come mappa "Agas".

## Riproduzioni
Reproduzioni della mappa sono state pubblicate in diverse occasioni in tempi moderni. Un'edizione basata su una copia in "peltro" è stata pubblicata da Taperell & Innes nel 1849. Un facsimile della Woodcut map venne pubblicato nel 1874, con un'introduzione di W. H. Overall. La mappa è stata stampata, su grande formato, nel 1979 dalla London Topographical Society (con Harry Margary e la Guildhall Library) come The A to Z of Elizabethan London, con la sovraimpressione del nome delle strade e una griglia, note introduttive di John Fisher e un completo indice. Una versione digitalizzata, disponibile online e zoomabile è stata inserita su British History Online; mentre un'altra versione, con siti significativi, è la "Map of Early Modern London" messa online dalla University of Victoria.